# Distrito de Sayán

Señal camino Huaura-Sayán

El distrito de Sayán es uno de los doce que conforman la provincia de Huaura, ubicada en el departamento de Lima, en el Perú. Se encuentra en la circunscripción del Gobierno Regional de Lima-Provincias. Es conocido como la "Tierra del eterno sol". Dentro de la división eclesiástica de la Iglesia Católica del Perú, pertenece a la Diócesis de Huacho

## Historia
El distrito de Sayán fue inicialmente creado en la época de la independencia, su capital es San Jerónimo de Sayán, ubicado sobre los 668 m s. n. m., pueblo donde vivió exiliado fuera de la ciudad de Lima, el prócer José Faustino Sánchez Carrión, por mandato expreso del Virrey Joaquín de la Pezuela y Sánchez I Marqués de Viluma. Se considera como fecha de creación del distrito el 12 de febrero de 1857, por decreto dado en el gobierno del Presidente de la Suprema Junta de Gobierno del Perú y Gran Mariscal del Perú Ramón Castilla.
San Jerónimo de Sayán fue elevado a la categoría de pueblo por Ley N.º 12301, aprobada por el Congreso el 30 de abril de 1955 y puesta en vigencia después de su publicación en el  diario oficial de la República del Perú El Peruano de 03 de mayo de 1955 por el Presidente de la República General Manuel A. Odría, en la que se dispone que "las capitales de Distrito que tengan la categoría de caseríos y las que carezcan de ella quedan elevadas a la categoría de pueblos, así como todas las capitales de los Distritos que se creen en lo sucesivo".

## Geografía
Tiene una superficie de 1310,77 km². Su capital es el poblado de Sayán, ubicado sobre los 668 m s. n. m. Asimismo, Sayán y toda la provincia de Huaura fueron unos de los mayores centros agrícolas de la Costa.

## División administrativa
El distrito cuenta con una población total de 21 962 habitantes con 7 153 viviendas, distribuidos en 239 centros poblados.

### Centros poblados
- Urbanos
  - Sayán a 668 m s. n. m. con 1255 viviendas.
  - Andahuasi (Cooperativa) a 584 m s. n. m. con 1032 viviendas.
  - La Villa a 391 m s. n. m. con 562 viviendas.
  - Nueve de octubre a 381 m s. n. m. con 397 viviendas.
  - La Merced a 509 m s. n. m. con 250 viviendas.
  - Diecisiete de enero a 607 m s. n. m. con 216 viviendas.
  - Don Alberto (Casa Blanca) a 462 m s. n. m. con 213 viviendas.
  - Quintay a 794 m s. n. m. con 119 viviendas.
  - Santa Elvira, con 118 viviendas.
  - Desamparados, con 102 viviendas.
  - San Jerónimo, con 94 viviendas.

- Rurales
  - Cadas, con 214 hab.
  - La Ensenada, con 311 hab.
  - Manco Cápac (El Carmen), con 219 hab.
  - Tiwinza, con 157 hab.
  - Comunidad Campesina de Chambara, con 100 hab.
  - Comunidad Campesina de Sayán 600 hab.

## Educación
El distrito cuenta con 8 colegios .
- Manuel Tovar en Sayán.
- 489 en la Unión Baja.
- 20801 en la Unión Baja.
- 654-21014 en Don Alberto.
- 20849 en 9 de Octubre.
- " Virgen de la Merced N°20930" en la Merced
- "20351" en Sayán
- "LA VILLA HORACIO ZEVALLOS GAMEZ

## Atractivos turísticos
- Museo Don José de San Martín, casa que ocupará el general San Martín, quien llegó a Sayán el 27 de enero de 1821, hay pinturas del solitario de Sayán, cerámicas y utensilios Precolombinos de la zona, colecciones de la Cultura Chancay, colecciones Pre-Incas tales como: La Casa Blanca, Cañas, Quipico. También encontramos fotografías y biografías de personajes ilustres de la Historia del Perú.

- Casa hacienda Quipico, ubicada en el km 37.5 de la Carretera a Sayán. Fue construida con adobe y madera, compuesta por cuatro puertas de ingreso y diez ventanas exteriores. Propiedad de la familia española de Salinas-Varona y Castañeda,[3] representada por Don Antonio Salinas y Castañeda, desde inicios del Siglo xx, hasta el Siglo xx; Esta casa hacienda, albergó en enero de 1821 al General Don José de San Martín y fue declarada Monumento Nacional según R.S. N.º 5050-74- ED, del 28 de octubre de 1974.

- Sitio arqueológico Quipico, ubicada a 4 km de la casa hacienda.

- Gruta virgen de Fátima, ubicada al lado izquierdo de la Carretera Sayán-Churín, frente al puente José Balta, que es la puerta de ingreso a la Ciudad San Jerónimo de Sayán. Fue construida en 1954 debido a apariciones de la virgen a una niña de 13 de años, impulsado por el Reverendo Iván Pardo Figueroa. Muestra en su interior una imagen tallada de la Virgen de Fátima.

## Comunidad Campesina de Sayán
La comunidad campesina es un grupo o conjunto de individuos, seres humanos, que comparten elementos en común, tales como un idioma, costumbres, valores, tareas, visión del mundo, edad, ubicación geográfica (un barrio por ejemplo), estatus social, roles. Por lo general en la comunidad se crea una identidad común, mediante la diferenciación de otros grupos o comunidades (generalmente por signos o acciones), que es compartida y elaborada entre sus integrantes y socializada. Generalmente la comunidad se une bajo la necesidad o meta de un objetivo en común, como puede ser el bien común; si bien esto no es algo necesario, basta una identidad común para conformar una comunidad sin la necesidad de un objetivo específico.

### Antecedentes
La Comunidad Campesina de Sayán, Se remonta a épocas ancestrales de nuestra Historia del Perú, desde un principio –antes de su reconocimiento- o creación como tal, fueron integrados por los indígenas de los valles de Huacho, Sayán y Huaral, cuya principal actividad fue la Ganadería, la realizaban mediante la modalidad del pastoreo, en las extensas Lomas situadas en la Reserva Nacional de Lachay y Anexos comprendidos entre los mencionados valles; a pedido de los personeros de las comunidades de Huacho, Sayán y Huaral, dicho pedido fue realizado ante el Juez de Primera Instancia de la Provincia de Chancay Dr. Andrés Echeverría y fue concedido por Auto del 30 de junio de 1914, haciéndose efectiva la Adjudicación desde el 10 de junio de 1914. Desde esa fecha las tres (03) comunidades, han venido usufructuando en forma legal, los pastizales de las Lomas de Lachay y sus anexos situadas en la Reserva Nacional de Lachay. Asimismo, la Comunidad Campesina de Sayán, posee un territorio independiente al Noreste de la Copropiedad.

### Reconocimiento
La Comunidad Campesina de Sayán, fue reconocida oficialmente como Comunidad de Indígenas de Sayán, el 17 de junio de 1942, por Resolución Suprema N.º 073.

La Comunidad Campesina de Sayán, por ser una organización de interés social, está constituida por personas naturales denominados Comuneros, que se dedican a desarrollar trabajos en forma comunitaria dentro del territorio de la comunidad, principalmente en el campo de la Agricultura, Ganadería, Avicultura, y otras actividades que permiten el desarrollo sostenido de sus integrantes. Su organización, Administración, Trabajo Comunal, Usos de sus Tierras, en lo económico y por ser Institución Democrática, goza de autonomía permanente, dentro del marco legal vigente. Asimismo, el Estado protege, respeta, promueve, y garantiza el desarrollo de sus habitantes, además el Estado respeta la propiedad del Territorio Comunal. 

### Ubicación
La Comunidad Campesina de Sayán, se encuentra ubicada en la Región Lima, Provincia de Huaura, Distrito de Sayán. En la Región Costa y parte de la región Interandina con respecto a la región Costa sus límites se encuentran inscritos en el tomo 47 fojas del 77 al 79 de la partida electrónica N.º 8005504 del Registro de Propiedad de Inmueble de Huacho y con respecto a la región interandina con las comunidades de Santo Domingo, Acotama, Ihuari, y el Radio urbano del Distrito de Sayán; Asimismo, se encuentra a una altitud menor a los mil metros sobre el nivel del mar.

### Local Comunal
El local comunal se encuentra ubicado en la jurisdicción de la Irrigación Santa Rosa, en la zona denominada el ahorcado, partiendo de la intersección del óvalo Río seco, altura del km. 103 de la Carretera Panamericana Norte, yendo a la mano derecha por la Carretera Río Seco – Sayán rumbo al km. 20, en la zona baja de la comunidad, donde se encuentra el Local Comunal.

### Base legal
La Comunidad Campesina de Sayán, se rige por todo lo contenido en la Constitución Política del Perú, y específicamente del régimen agrario y de las comunidades campesinas y nativas, El Estado apoya preferentemente el desarrollo agrario, garantiza el derecho de propiedad sobre la tierra, en forma privada o comunal o en cualquiera otra forma asociativa; La ley puede fijar los límites y la extensión de la tierra según las peculiaridades de cada zona; Las tierras abandonadas, según previsión legal, pasan al dominio del Estado para su adjudicación en venta.
Las Comunidades Campesinas tienen existencia legal y son personas jurídicas. Son autónomas en su organización, en el trabajo comunal y en el uso y la libre disposición de sus tierras, así como en lo económico y administrativo, dentro del marco que la ley establece. La propiedad de sus tierras es imprescriptible, salvo en el caso de abandono previsto en la ley. El Estado respeta la identidad cultural de las Comunidades Campesinas y Nativas; dentro del marco de las leyes y reglamentos vigentes, fundamentalmente en lo establecido en la Constitución Política del Perú, la Ley de Comunidades Campesinas y su Reglamento, el Estatuto especial de Comunidades Campesinas, La Ley de deslinde y Titulación del Territorio de las Comunidades campesinas, la Ley de Rondas Campesinas N.º 27908 y su reglamento según Decreto Supremo N.º 012-2008-JUS; Asimismo, Los Comités de Autodefensa reconocidos por Decreto Ley 741 del 8 de noviembre de 1991 y reglamentados por el Decreto Supremo N° 077/DE-92 DE del 19 de octubre de 1992; actualmente aprobada por la Directiva N.º 027 del Comando Conjunto de las Fuerzas Armadas (Visita de Inspección e Instalación de la base de datos para el control de los Comités de Autodefensa), vigente desde el 18 de enero de 2006; Por tanto, se rige por todas las normas vigentes actuales sobre la materia.
En la actualidad La Comunidad Campesina de Sayán, todavía conserva la actividad Ganadera en menor cantidad, dado que los pastos existentes en las Lomas de Lachay perteneciente a la Reserva Nacional de Lachay y Anexos, son cada vez más escasos por la falta de precipitaciones en las temporadas de lluvias, lo que mantiene preocupado al sector agrícola local, comprendidos entre los mencionados valles; más bien han desarrollado la Agricultura como actividad principal, así como la Avicultura y otras actividades en menor escala.
El 17 de junio de 1931, se promulgó el decreto ley N° 7190, que declara que los fallos de la Sección de Trabajo y Previsión Social del Ministerio de Fomento adquirían valor de cosa juzgada. Mediante el decreto ley N° 7191; del mismo año, se autoriza al Ministerio de Fomento establecer Inspecciones Regionales de Trabajo en las zonas industriales en las que era necesario realizar inspecciones para atender conflictos colectivos. Así, se crearon progresivamente las inspecciones regionales del trabajo de Talara, Cañete, La Libertad, Junín, Chancay, Callao, Arequipa, Lambayeque, Piura y Cusco. Con la dación de la ley N° 8124, del 5 de octubre de 1935, se crea el Ministerio de Salud Pública, Trabajo y Previsión Social, que incorporó a las direcciones de Trabajo, de Previsión Social y de Asuntos Indígenas, pertenecientes al Ministerio de Fomento. En 1942, mediante ley N° 9679, expedida el 11 de diciembre de 1942, se dispuso que la Dirección de Trabajo y de Asuntos Indígenas del Ministerio de Salud Pública, Trabajo y Previsión Social pasaran a formar del Ministerio de Justicia, el cual pasó a denominarse Ministerio de Justicia y Trabajo. Nace el Ministerio de Trabajo. El 30 de abril de 1949, se inicia una nueva etapa en el campo del Trabajo: mediante decreto ley N° 11009, se crea el Ministerio de Trabajo y Asuntos Indígenas como una entidad independiente de otros ministerios, acorde con la realidad histórica de aquellos tiempos. El Ministerio fue instalado el 27 de octubre de ese mismo año, al conmemorarse el primer aniversario del Movimiento Restaurador de Arequipa. El 31 de diciembre de 1965, mediante la ley N° 15850, Ley Anual de Presupuesto Funcional de la República para 1966, se varía el nombre del portafolio, que pasó a denominarse Ministerio de Trabajo y Comunidades. La Constitución Peruana de 1933, oficialmente Constitución Política del Perú, fue la décima carta política de la República del Perú, que fue discutida y sancionada por el Congreso Constituyente de 1931 y promulgada el 9 de abril de 1933 bajo el gobierno del Presidente Constitucional de la República Luis Sánchez Cerro. Se la puede definir como moderada, aunque en muchos aspectos fortalecía al Poder Legislativo los privilegios del Poder Ejecutivo estuvo en vigencia hasta el 28 de julio de 1980

## Autoridades Municipales

### Alcaldes de Sayán
- 2023- 2026
  - Alcalde:  Jesús Alejandro Torres Jara del Partido Político Patria Joven- Lima.
  - Regidores:

  1. Juan Carlos Gonzales Torres
  2. Martha Elena Rojas Diestra
  3. Vidal Venancio Alcedo
  4. Estefanía Yanet Ydrogo Medina
  5. Daniel Benito Rojas Camacho
  6. Yenner Wilfredo Saavedra Varillas
  7. César Antonio Arteaga Villarreal

Alcaldes anteriores
- 2019 - 2022[6] Félix Ciriaco Carrillo Diestra, de Concertación para el Desarrollo Regional
- 2015-2018:[7] Félix Víctor Esteban Aquino, Partido Fuerza Popular (K).
- 2011-2014:[8][9] Félix Víctor Esteban Aquino, del Partido Aprista Peruano (PAP).
- 2007 - 2010: Fernando Márquez Trinidad, Movimiento Trabajemos por Sayán (2).
- 2003 - 2006: Edilberto

Obispo Cárdenas, Alianza electoral Unidad Nacional (UN).
- 1969 - 1972: Roberto Aranda Bernal, Alianza Popular Revolucionaria Americana (APRA).

### Policiales
- Comisaría de Sayán
  - Comisario:

### Autoridades Comunales
• Presidente de la Comunidad Campesina de Sayán, Dr. Adrián Hurtado Sandón, (Periodo 2017-2018)

• Presidente de la Comunidad Campesina de Sayán, Ing. Juan Huber Sandón Calderón, (Periodos 2013- 2014) y (2015-2016)

•Presidente de la Comunidad Campesina de Sayán, Lic. Faustino Rosario Sandón Calderón, (Periodos 2009- 2010 y 2011-2012)
•Constitución Política del Perú 29 de marzo de 1933

•La Comunidad Campesina de Sayán

•Ley de rondas campesinas, N.º 27908

•Reglamento de la ley de rondas campesinas, Decreto supremo n.º 25-2003-JUS

•Distrito de Sayán:

•Sayán,<Tierra del eterno Sol>:

•Comunidad Campesina de Sayán - Huaura - Huacho - Lima Perú:

•Comunidad Campesina de Sayán:

## Festividades
- Festival de la Naranja en Sayán, Irrigación Santa Rosa "La Villa"
- San Jerónimo, patrón de Sayán.
- Santa Rosa de Lima.
- Festival del Conejo, plato bandra del distrito de Sayán, se celebra el último sábado del mes de junio de todos los años.
- 13 de mayo, Veneración a la Virgen de Fátima, tiene su ermita a la entrada a la ciudad.
- 1 de noviembre festival del camarón.